# 国鉄ホキ4700形貨車
国鉄ホキ4700形貨車（こくてつホキ4700がたかしゃ）は、かつて日本国有鉄道（国鉄）に在籍したホッパ車である。

## 概要
1959年（昭和34年）から1962年（昭和37年）にかけて東洋工機、若松車輛、富士重工業にて、セメント専用の30 t積の私有貨車であるホキ4400形51両（ホキ4400 - ホキ4421、ホキ4450 - ホキ4478）が誕生した。
1963年（昭和38年）に生石灰輸送用に改造されて、同形式はホキ4700形（ホキ4700 - ホキ4721、ホキ4750 - ホキ4778）に改められた。附番方法は、現番号+300という基準であった。その後1963年（昭和38年）から1967年（昭和42年）にかけて8両（ホキ4722 - ホキ4723、ホキ4781 - ホキ4784、ホキ14700 - ホキ14701）が増備され、合計59両が運用された。
所有者は、小野田セメント、宇部化学工業、吉沢石灰工業、奥多摩化工の4社であり、それぞれの常備駅は重安駅、居能駅、大叶駅、氷川駅であった。その後小野田セメント所有車は、1981年（昭和56年）9月17日に日本石油輸送へ名義変更され、常備駅も南港駅に変更された。
車体塗色は黒で、1968年（昭和43年）10月1日ダイヤ改正では高速化不適格車とされて、識別のため記号に「ロ」が追加されて「ロホキ」（最高速度65 km/h）となり、黄色（黄1号）の帯を巻いた。更に1969年（昭和44年）12月以降は、積車時は55 km/hに制限された。
1979年（昭和54年）10月より化成品分類番号「94」（有害性物質、禁水指定のもの）が標記された。
荷役方式は上入れ・下出し式であり、荷下しは自重落下式の側開き式である。
寸法関係は製造ロットによる多少の違いはあるが、全長は9,200 mm - 9,000 mm、全幅は2,720 mm - 2,716 mm、全高は3,368 mm - 3,310 mm、台車中心間距離は5,150 mm - 5,350 mm 実容積は27.3 m3 - 31.9 m3、自重は14.9 t - 16.6 t、換算両数は積車4.5、空車1.6、台車はベッテンドルフ式のTR41Cである。
1982年（昭和57年）12月24日に、最後まで在籍した26両（ホキ4700 - ホキ4721、ホキ4763 - ホキ4766）が廃車となり同時に形式消滅となった。

## 年度別製造数
各年度による製造会社と両数は次のとおりである。（所有者は落成時の社名。車番は製造当時の番号。）
- 昭和34年度 - 25両 
  - 東洋工機 22両 小野田セメント（ホキ4400 - ホキ4421→ホキ4700 - ホキ4721）
  - 若松車輛 3両 宇部化学工業（ホキ4450 - ホキ4452→ホキ4750 - ホキ4752）
- 昭和35年度 - 17両
  - 富士重工業 10両 吉沢石灰工業（ホキ4453 - ホキ4462→ホキ4753 - ホキ4762）
  - 東洋工機 4両 小野田セメント（ホキ4463 - ホキ4466→ホキ4763 - ホキ4766）
  - 富士重工業 3両 宇部化学工業（ホキ4467 - ホキ4469→ホキ4767 - ホキ4769）
- 昭和36年度 - 9両
  - 富士重工業 2両 吉沢石灰工業（ホキ4470 - ホキ4471→ホキ4770 - ホキ4771）
  - 富士重工業 7両 奥多摩化工（ホキ4472 - ホキ4478→ホキ4772 - ホキ4778）
- 昭和38年度 - 2両
  - 富士重工業 2両 奥多摩化工（ホキ4722 - ホキ4723）
- 昭和39年度 - 2両
  - 富士重工業 2両 奥多摩化工（ホキ4781 - ホキ4782）
- 昭和41年度 - 2両
  - 富士重工業 2両 奥多摩化工（ホキ4783 - ホキ4784）
- 昭和42年度 - 2両
  - 富士重工業 2両 奥多摩化工（ホキ14700 - ホキ14701）